# Нова Пасленка
Нова Пасленка (пол. Nowa Pasłęka, нім. Neu Passarge) — село в Польщі, у гміні Бранево Браневського повіту Вармінсько-Мазурського воєводства.
Населення — 162 особи (2011).
У 1975-1998 роках село належало до Ельблонзького воєводства.

## Демографія
Демографічна структура станом на 31 березня 2011 року:
|          | Загалом | Допрацездатний вік | Працездатний вік | Постпрацездатний вік |
| -------- | ------- | ------------------ | ---------------- | -------------------- |
| Чоловіки | 81      | 12                 | 64               | 5                    |
| Жінки    | 81      | 12                 | 50               | 19                   |
| Разом    | 162     | 24                 | 114              | 24                   |